# Кукурудза (рід)
Кукуру́дза (Zea) — рід рослин родини Тонконогових. 
Найвідоміший його представник — Zea mays, який широко культивують по всьому світу. Крім того, є кілька видів (відомих як теосінте), що ростуть у дикому стані на теренах Мексики, Гватемали та Нікарагуа.

## Види
- Zea diploperennis H.H.Iltis et al.
- Zea luxurians (Durieu & Asch.) R.M.Bird
- Zea mays L. — кукурудза
  - Zea mays huehuetenangensis (H.H.Iltis & Doebley) Doebley
  - Zea mays mays — Maize, Corn
  - Zea mays mexicana (Schrad.) H.H.Iltis
  - Zea mays parviglumis H.H.Iltis & Doebley
- Zea nicaraguensis H.H.Iltis & B.F.Benz
- Zea perennis (Hitchc.) Reeves & Mangelsd.[1]